# Volkswagen Magotan
Volkswagen Magotan er en stor mellemklassebil bygget af den kinesiske bilfabrikant FAW-Volkswagen siden 2007 i Changchun som søstermodel til den europæiske Volkswagen Passat.
I starten fandtes Magotan kun som firedørs sedan, men sent i 2010 fulgte en stationcar under det selvstændige modelnavn Volkswagen Variant. Siden december 2011 er anden generation af Magotan på markedet.

## Generationerne i overblik
- Volkswagen Magotan
Første generation
2007−2011
- Volkswagen Variant
Første generation
2010−2011
- Volkswagen Magotan
Anden generation
2011−
- Volkswagen Magotan Variant
Anden generation
2011−